# NCIS: Origins
NCIS: Origins es una serie de televisión estadounidense y la sexta entrega de la franquicia NCIS. Es una precuela de la serie original, centrada en los inicios de la carrera de investigación del protagonista original de la serie, Leroy Jethro Gibbs. Se estrenó a través de CBS el 14 de octubre de 2024. En febrero de 2025, la serie fue renovada para una segunda temporada.

## Premisa
«En la serie, Gibbs comienza su carrera como agente especial recién acuñado en la incipiente oficina del NIS en Camp Pendleton, donde se forja su lugar en un equipo descarnado y variopinto liderado por la leyenda del NCIS Mike Franks».

## Reparto

### Principales
- Austin Stowell como el agente especial Leroy Jethro Gibbs, un recién llegado a la rama Pendleton del Servicio de Investigación Naval, el precursor del NCIS.
  - Mark Harmon repite su papel como el mayor Leroy Jethro Gibbs, un agente veterano del NCIS ahora retirado que narra la serie.
- Mariel Molino como la agente especial Lala Domínguez, una ex marine decidida a destacarse en un lugar de trabajo dominado por los hombres.
- Kyle Schmid como el agente especial Mike Franks, un agente experimentado y líder del equipo. Franks fue interpretado por Muse Watson en la serie original.
- Tyla Abercrumbie como Oficial de Apoyo a las Operaciones de Campo Mary Jo Sullivan, la autodenominada «Secretaria Jefe a Cargo».
- Diany Rodríguez como la agente especial Vera Strickland, una agente dura y sensata. Roma Maffia interpretó al personaje en la serie original.
- Caleb Foote como el agente especial Benjamin «Randy» Randolf, el chico dorado del equipo.[5]

### Recurrentes
- Tonantzin Carmelo como Tishmal Kwa’ la
- Patrick Fischler como el agente especial a cargo Cliff Walker, jefe de la rama Pendleton del NIS.[6]
- Julian Black Antelope como el médico forense jefe Kai Blackrock, un forense experimentado y sereno, con vínculos con el NIS.
- Michael Harney como Richard Kowalski, custodio de pruebas, que solía ser capellán del Ejército.
- Daniel Bellomy como el agente especial Granville «Granny» Dawson, un agente en período de prueba que actúa como asistente del custodio de pruebas.[5]
- Bobby Moynihan como Woodrow «Woody» Browne, analista forense.
- Robert Taylor como Jackson Gibbs, el padre de Jethro. El personaje fue interpretado por Ralph Waite en la serie original.[5]
- Lori Petty como la Dra. Lenora Friedman, asistente médico forense.

## Episodios
| N.º | Título                   | Dirigido por         | Escrito por                                                                                                 | Fecha de emisión original | Audiencia (millones) |
| --- | ------------------------ | -------------------- | --- | ------------------------- | -------------------- |
| 12  | «Enter Sandman»          | Niels Arden Oplev    | Gina Lucita Monreal y David J. North                                                                        | 14 de octubre de 2024     | 5.03                 |
| 3   | «Bend, Don't Break»      | John Terlesky        | Jon Worley                                                                                                  | 21 de octubre de 2024     | 4.06                 |
| 4   | «All's Not Lost»         | Hanelle Culpepper    | Michael J. Ballin y Thomas Aguilar                                                                          | 28 de octubre de 2024     | 3.77                 |
| 5   | «Last Rites»             | Lionel Coleman       | Margarita Matthews                                                                                          | 4 de noviembre de 2024    | 3.52                 |
| 6   | «Incognito»              | Pete Chatmon         | Shalisha Francis-Feusner                                                                                    | 11 de noviembre de 2024   | 3.90                 |
| 7   | «One Flew Over»          | Jessica Lowrey       | Rafael Samano, Margarita Matthews y Gina Lucita Monreal                                                     | 25 de noviembre de 2024   | 3.50                 |
| 8   | «Sick As Our Secrets»    | Ed Ornelas           | Stephen Day y Daniel J. Egbert                                                                              | 2 de diciembre de 2024    | 3.79                 |
| 9   | «Vivo o Muerto»          | Loren Yaconelli      | Gina Lucita Monreal, Michael J. Ballin, Thomas Aguilar y Rafael Samano                                      | 9 de diciembre de 2024    | 3.40                 |
| 10  | «Blue Bayou»             | John Terlesky        | David J. North, Gina Lucita Monreal y Brendan Fehily                                                        | 16 de diciembre de 2024   | 3.48                 |
| 11  | «Flight of Icarus»       | Ruben Garcia         | Jennifer Corbett y Gina Lucita Monreal                                                                      | 27 de enero de 2025       | 4.10                 |
| 12  | «Touchstones»            | Anya Adams           | Gina Lucita Monreal, David J. North y Brendan Fehily                                                        | 3 de febrero de 2025      | 3.91                 |
| 13  | «Monsoon»                | Hanelle Culpepper    | Gina Lucita Monreal                                                                                         | 10 de febrero de 2025     | 3.70                 |
| 14  | «To Have and To Hold»    | Diana Valentine      | Shalisha Francis-Feusner                                                                                    | 24 de marzo de 2025       | 3.77                 |
| 15  | «From the Ashes»         | Hanelle M. Culpepper | Margarita Matthews                                                                                          | 31 de marzo de 2025       | 3.54                 |
| 16  | «Bugs»                   | Jessica Lowrey       | Jennifer Corbett, Michael J. Ballin y Thomas Aguilar                                                        | 14 de abril de 2025       | 3.57                 |
| 17  | «Darlin', Don't Refrain» | Pamela Romanowsky    | Guion de: David J. North y Brendan Fehily Historia de: Gina Lucita Monreal, David J. North y Brendan Fehily | 21 de abril de 2025       | 3.89                 |
| 18  | «Cecilia»                | Niels Arden Oplev    | Gina Lucita Monreal                                                                                         | 28 de abril de 2024       | 3.87                 |

## Producción
NCIS: Origins se anunció en enero de 2024, con los pilares de la franquicia Gina Lucita Monreal y David J. North como showrunners. La serie está producida ejecutivamente por Mark Harmon y su hijo Sean Harmon, quien interpretó a un Gibbs más joven en escenas retrospectivas en la serie original.
Austin Stowell fue elegido para interpretar a Gibbs en marzo de 2024. El mismo mes, Mariel Molino, Kyle Schmid, Tyla Abercrombie y Diany Rodríguez se unieron al reparto principal. Lori Petty y Bobby Moynihan se unieron al reparto en julio.
El 20 de febrero de 2025, CBS renovó la serie para una segunda temporada.

## Emisión y lanzamiento
La serie se estrenó el 14 de octubre de 2024 a través de CBS.

## Recepción

### Respuesta crítica
En el sitio web del agregador de reseñas Rotten Tomatoes la serie tiene un índice de aprobación del 86%, basándose en 7 reseñas con una calificación media de 6.3/10. En Metacritic, tiene una puntuación media ponderada de 62 de 100, basada en 8 reseñas, indicando reseñas «generalmente favorables».

### Audiencia
| N.º | Título                   | Fecha de emisión        | ÍA (18–49) | Audiencia (millones) | DVR (18–49) | Audiencia DVR (millones) | Total (18–49) | Audiencia total (millones) | Ref(s) |
| --- | ------------------------ | ----------------------- | ---------- | -------------------- | ----------- | ------------------------ | ------------- | -------------------------- | ------ |
| 1–2 | «Enter Sandman»          | 14 de octubre de 2024   | 0.3/3      | 5.03                 | 0.2         | 2.24                     | 0.5           | 7.27                       | [ 8 ]  |
| 3   | «Bend, Don't Break»      | 21 de octubre de 2024   | 0.4/4      | 4.06                 | 0.1         | 2.24                     | 0.5           | 6.30                       | [ 9 ]  |
| 4   | «All's Not Lost»         | 28 de octubre de 2024   | 0.3/3      | 3.77                 | 0.1         | 2.20                     | 0.4           | 5.97                       | [ 10 ] |
| 5   | «Last Rites»             | 4 de noviembre de 2024  | 0.3/3      | 3.52                 | 0.1         | 2.33                     | 0.5           | 5.84                       | [ 11 ] |
| 6   | «Incognito»              | 11 de noviembre de 2024 | 0.3/3      | 3.90                 | 0.2         | 2.33                     | 0.4           | 6.23                       | [ 12 ] |
| 7   | «One Flew Over»          | 25 de noviembre de 2024 | 0.2/3      | 3.50                 | 0.1         | 2.20                     | 0.3           | 5.70                       | [ 13 ] |
| 8   | «Sick as Our Secrets»    | 2 de diciembre de 2024  | 0.3/3      | 3.79                 | 0.2         | 2.40                     | 0.4           | 6.19                       | [ 14 ] |
| 9   | «Vivo o Muerto»          | 9 de diciembre de 2024  | 0.2/2      | 3.40                 | 0.2         | 2.28                     | 0.4           | 5.68                       | [ 15 ] |
| 10  | «Blue Bayou»             | 16 de diciembre de 2024 | 0.3/3      | 3.48                 | 0.2         | 2.17                     | 0.4           | 5.65                       | [ 16 ] |
| 11  | «Flight of Icarus»       | 27 de enero de 2025     | 0.3/5      | 4.10                 | 0.2         | 2.27                     | 0.5           | 6.38                       | [ 17 ] |
| 12  | «Touchstones»            | 3 de febrero de 2025    | 0.3/5      | 3.91                 | 0.1         | 2.28                     | 0.4           | 6.19                       | [ 18 ] |
| 13  | «Monsoon»                | 10 de febrero de 2025   | 0.3/5      | 3.70                 | 0.1         | 2.13                     | 0.4           | 5.83                       | [ 19 ] |
| 14  | «To Have and To Hold»    | 24 de marzo de 2025     | 0.3/4      | 3.77                 | 0.1         | 2.22                     | 0.4           | 5.99                       | [ 20 ] |
| 15  | «From the Ashes»         | 31 de marzo de 2025     | 0.2/3      | 3.54                 | 0.1         | 1.96                     | 0.3           | 5.51                       | [ 21 ] |
| 16  | «Bugs»                   | 14 de abril de 2025     | 0.2/4      | 3.57                 | 0.1         | 2.02                     | 0.4           | 5.59                       | [ 22 ] |
| 17  | «Darlin', Don't Refrain» | 21 de abril de 2025     | 0.3/4      | 3.89                 | —           | —                        | —             | —                          | [ 23 ] |
| 18  | «Cecilia»                | 28 de abril de 2025     | 0.3/4      | 3.87                 | —           | —                        | —             | —                          | [ 24 ] |